# Roberto Patiño
Roberto “Bob” Alfredo Patiño Guinand (Caracas, Venezuela; 18 de noviembre de 1988) es un ingeniero de producción egresado de la Universidad Simón Bolívar (USB), magíster en políticas públicas de la Universidad de Harvard y militante del partido político Primero Justicia. Es cofundador del movimiento sociocultural Caracas Mi Convive y actualmente lleva un proyecto llamado Alimenta la Solidaridad.

## Educación
Roberto estudió primaria y bachillerato en el colegio San Ignacio de Loyola, en el Municipio Chacao, allí comenzó a realizar trabajo social a través del servicio comunitario. Mientras estudió en la USB, durante el período 2007-2010, fue miembro activo del movimiento estudiantil. En dicha casa de estudio fue elegido Presidente de la Federación de Centros de Estudiantes, lo que le permitió viajar por muchas universidades del mundo para compartir su experiencia como líder estudiantil. Mientras desempeñaba esta labor, recibió el Premio al Coraje Democrático en el año 2010 en Indonesia por el Movimiento Mundial por la Democracia (WYD, por sus siglas en inglés).
En la USB se graduó de Ingeniero de Producción con mención honorífica por su tesis de grado, que se basó en evaluar la formación de capital social en escuelas públicas en sectores populares de Petare. En 2013 inició una maestría de Políticas Públicas en la Escuela de Gobierno John F. Kennedy de la Universidad de Harvard, donde se especializó en Seguridad Ciudadana. Su tesis de grado sobre la prevención de la violencia para Caracas calificó entre las 10 mejores del año 2015.

## Vida política
Patiño fue Coordinador Nacional del movimiento social Voto Joven, organización encargada de promover la participación política de los jóvenes, motivando su registro y la acción del voto, y desempeñó la misma labor en el Movimiento JoTA (Jóvenes Trabajando Aquí), cuyo objetivo se basaba en darle razones concretas a los jóvenes por las que debían votar en las elecciones de Venezuela. De ese proceso surgió el Plan de Políticas Públicas para los Jóvenes Hecho por los Jóvenes, que comprende políticas en materia de educación, empleo y emprendimiento para prevenir la violencia en las comunidades.
En el mes de julio del año 2011, el gobernador del estado Miranda, Henrique Capriles, mostró interés en el trabajo realizado por Roberto y le pidió que estuviera al frente del movimiento de jóvenes de su campaña presidencial. En ese mismo año, Patiño decidió militar en el partido político Primero Justicia y, además, se dispuso a iniciar un proyecto social en las parroquias La Vega y Antímano de Caracas junto a Leandro Buzón.

## Proyectos

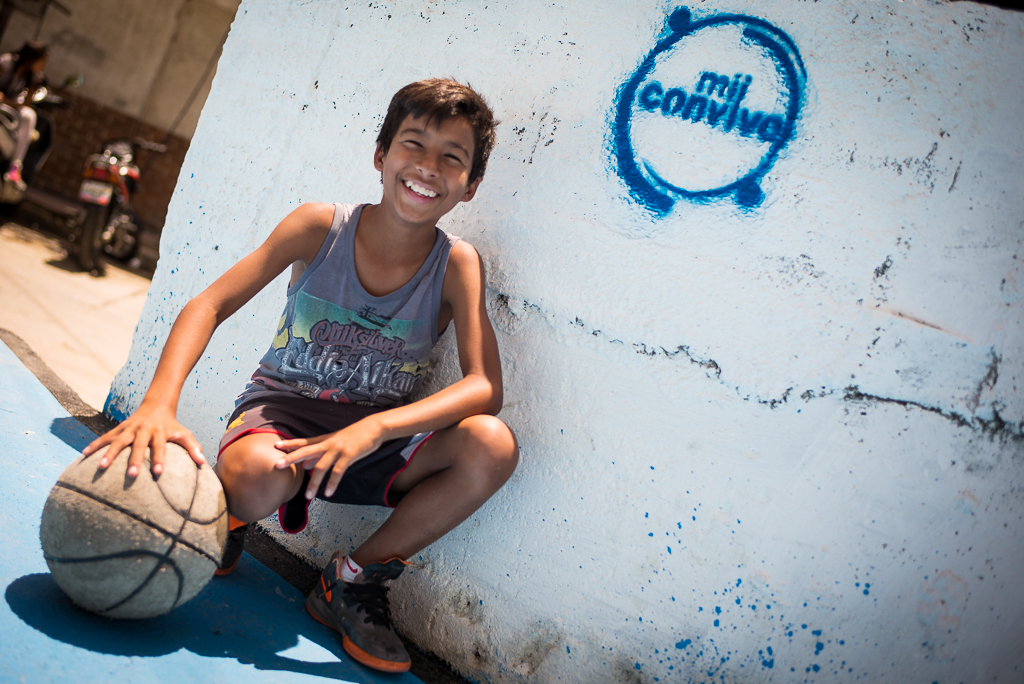
Caracas Mi Convive

En el año 2011, Patiño decidió fundar junto a Buzón el movimiento sociocultural Caracas Mi Convive. Esta organización se centra en buscar soluciones al problema de la violencia en las zonas populares del Municipio Libertador de Caracas mediante la convivencia.
Tras su paso por Harvard, Roberto emprendió un proyecto de investigación y consultoría coordinado por los profesores de dicha casa de estudios Thomas Abt y Christopher Winship sobre iniciativas exitosas de reducción de violencia en ciudades de los Estados Unidos como Los Ángeles, Chicago, Rhode Island, Filadelfia y Boston. También de otros países latinoamericanos como Honduras, Guatemala y El Salvador, y los casos específicos de recuperaciones de zonas violentas como la ciudad de Medellín en Colombia y Río de Janeiro en Brasil.
En la actualidad, Patiño se ha enfocado en ampliar las propuestas dirigidas hacia la prevención de la violencia mediante la organización Caracas Mi Convive y, desde mediados del año 2016, decidió iniciar un proyecto llamado Alimenta la Solidaridad, que consiste en un plan de alimentación para ayudar a niños de diversos sectores de bajos recursos de Caracas, quienes presentan un cuadro crítico de desnutrición debido a la crisis alimentaria del país.